# ПСМ
ПСМ (Пістолет Самозарядний Малогабаритний, індекс ГРАУ — 6П23) — самозарядний пістолет, розроблений колективом конструкторів тульського ЦКІБ СОО (Т. І. Лашнев, А. А. Сімарін і Л. Л. Куликов) під патрон 5,45 × 18 мм. У грудні 1972 року прийнято на озброєння КДБ, МВС СРСР та вищого командного складу Радянської Армії. У серійному виробництві з 1974 року. На пострадянському просторі ПСМ використовується досі як зброя оперативних співробітників правоохоронних органів і спецслужб, а також зброя самозахисту постійного носіння для армійського генералітету і керівництва силових структур. Також є нагородною зброєю.

## Варіанти і модифікації
У 1990-ті роки Іжевський механічний завод почав випуск комерційних варіантів пістолета ПСМ в експортному виконанні:
- ІЖ-75 — комерційна модель під патрон 5,45×18 мм.
- Байкал-441 — комерційна модель під патрон 6,35 × 15 мм Браунінг (.25 ACP). Відрізняється від базової моделі товстішими щічками рукоятки, регульованим прицілом і індикатором наявності патрона в патроннику[2].

Паралельно, для російського ринку цивільної зброї самооборони був розроблений і серійно випускався газовий пістолет ІЖ-78. Трохи пізніше був створений травматичний пістолет ІЖ-78-9Т «Кольчуга» під патрон 9 мм Р. А..
Ще один травматичний пістолет, ПСМ-Р під патрон 9 мм Р. А. виробляється підприємством «СОБР» (м. Харків, Україна) шляхом конверсії бойових пістолетів ПСМ, що відпрацювали свій ресурс.